# Cuiabá EC
Az Cuiabá Esporte Clube, egy brazil labdarúgócsapat, melyet 2001. december 10-én alapítottak. Székhelye Cuiabá. Az országos harmadik osztályban, a  Série B-ben és az állami Mato-Grossense bajnokságban szerepel.

## Sikerlista

### Állami
- 8-szoros Mato-Grossense bajnok: 2003, 2004, 2011, 2013, 2014, 2015, 2017, 2018